# Mente

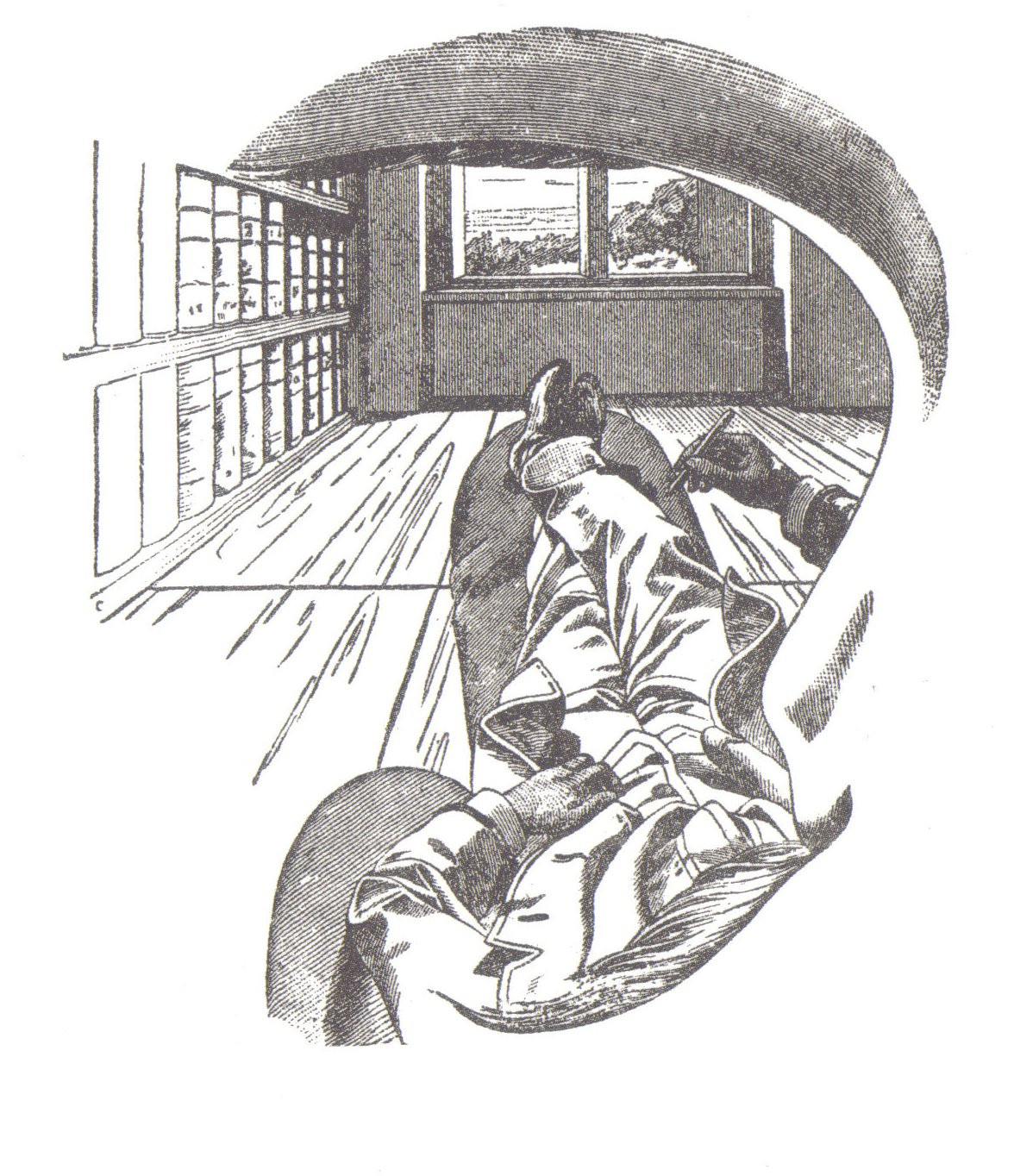
A mente observa e interpreta a realidade

A mente é o conjunto de faculdades responsáveis pelos fenômenos mentais e abrangendo a estes em sua estrutura. Muitas vezes, o termo também é identificado com os próprios fenômenos. Essas faculdades incluem sensação, pensamento, imaginação, memória e vontade. Eles são responsáveis por vários fenômenos mentais, como percepção, experiência de dor, crença, desejo, intenção e emoção.
Em sentido estrito, é um conceito inicialmente desenvolvido para descrever a experiência subjetiva própria da expressão da natureza humana, em consciência ou subconsciência. Assim, passa a se relacionar com as funções superiores do cérebro humano que possibilitam sua cognição e comportamento. Particularmente, a mente humana se refere àquelas funções que tornam os seres humanos sencientes, tais como os sentidos, a linguagem, imaginação, bem como a qualidades mais inconscientes que foram conceituadas no desenvolvimento da história da psicologia e filosofia, como o intelecto ou capacidade de entendimento, as relações lógicas inerentes da razão, a personalidade, temperamento, a memória, a inteligência e a intuição.
Mente ou mentalidade é geralmente contrastada com corpo, matéria ou fisicalidade. A questão da natureza desse contraste e especificamente a relação entre mente e cérebro é chamada de problema mente-corpo. Os pontos de vista tradicionais incluíam o dualismo e o idealismo, que consideram a mente como não-física. As visões modernas geralmente se concentram no fisicalismo e no funcionalismo, que sustentam que a mente é aproximadamente idêntica ao cérebro ou redutível a fenômenos físicos, como atividade neuronal, embora o dualismo e o idealismo continuem a ter muitos adeptos. Outra questão diz respeito a quais tipos de seres são capazes de ter mentes. Por exemplo, se a mente é exclusiva dos humanos, possuída também por alguns ou todos os animais, por todas as coisas vivas, se é uma característica estritamente definível, ou se a mente também pode ser uma propriedade de alguns tipos de máquinas feitas pelo homem.
Diferentes tradições culturais e religiosas muitas vezes usam diferentes conceitos de mente, resultando em diferentes respostas a essas perguntas. Alguns vêem a mente como uma propriedade exclusiva dos humanos, enquanto outros atribuem propriedades da mente a animais, a divindades, a entidades não vivas ou a todos os entes do universo (por exemplo, animismo e pampsiquismo , que atribui propriedades mentais até mesmo a micropartículas). Algumas das primeiras especulações registradas ligaram a mente (às vezes descrita como idêntica à alma ou espírito) a teorias relativas tanto à vida após a morte quanto à ordem cosmológica e natural, por exemplo nas doutrinas de Zoroastro, Buda, Platão, Aristóteles e outros antigos filósofos gregos, indianos e, mais tarde, islâmicos e medievais europeus.

## Etimologia
O termo vem da raiz verbal protoindo-europeia *men-, que tem o significado de "pensar, lembrar", dando origem ao sânscrito manas "mente", ao grego μένος e ao latim mens, mèntem, este último verbo para "pensar, conhecer, entender" e significa também medir, visto que alguém que pensa não faz outra coisa senão medir, ponderar as ideias. Os gregos utilizavam o termo nous para indicar a mente, a razão, o pensamento e a intuição.

## Conceito
O conceito de mente é entendido de muitas maneiras diferentes por diversas tradições culturais, filosóficas e religiosas. Alguns veem a mente como uma propriedade exclusiva dos seres humanos, enquanto outros atribuem propriedades mentais a todo o universo, a entidades inanimadas, a animais e a divindades  (ver idealismo e pampsiquismo). Uma questão em aberto sobre a natureza da mente é o problema mente-corpo, que investiga a relação da mente com o cérebro físico e o sistema nervoso. Visões modernas geralmente se concentram no fisicalismo e no funcionalismo, que sustentam que a mente é, a grosso modo, idêntica ao cérebro ou redutível a fenômenos físicos, como a atividade neuronal, enquanto outros sustentam por exemplo o problema difícil da consciência, em que as qualias mentais possuem propriedades intrínsecas distintas e não explicáveis pela estrutura química (ver lacuna explanatória). Outros pensadores defendem pontos de vista mais antigos, como o dualismo e o idealismo, que consideravam a mente como um ente metafísico.
Algumas das primeiras especulações registradas ligavam a mente à alma ou espírito e à ordem cosmológica e natural. São exemplos: as doutrinas do Zoroastrismo (ver Vohu Mana), Buda (cinco agregados, senciência e Natureza de Buda), Platão e Aristóteles (Nous), indianos e, mais tarde, islâmicos e europeus medievais. No budismo e na filosofia do processo, a mente também é retratada em seu aspecto como fluxo da consciência, no qual as impressões sensoriais e os fenômenos mentais estão mudando constantemente (ver Filosofia do si). Filósofos importantes da mente incluem Platão, Patanjali, Descartes, Leibniz, Locke, Berkeley, Hume, Kant, Hegel, Schopenhauer, Searle, Dennett, Fodor, Nagel e Chalmers.

### História do conceito
Em seus primórdios, a descrição da mente estava estritamente relacionada à alma. Na Grécia Antiga, esse conceito foi chamado de psique. Heráclito formou uma das correntes de sábios que buscava uma compreensão cosmológica criacionista, por exemplo no princípio que ele chamou de Logos. Anaxágoras definia Nous (Mente) como uma substância criadora universal. Nessa mesma vertente, Platão considerou a mente como fundamental na divisão do mundo inteligível e perceptível, na formulação de suas teoria da alma, Teoria das Ideias e dos conhecimentos (e.g. Alegoria da Caverna), e a investigação dos fenômenos mentais foi seguida de forma mais empírica por Aristóteles, particularmente em suas obras Metafísica e Sobre a Alma.
Na Idade Moderna, diversas interpretações materialistas surgiram no Iluminismo, por exemplo com Julien Offray de La Mettrie. Na Idade Contemporânea, foi inspirada por conceitos do século XIX de Karl Marx, Charles Darwin e Sigmund Freud, entre outros, além do cientificismo pelos avanços da biologia moderna. Esta visão focou em concepções que limitaram o significante "natureza" a um sujeito material, determinado por um contexto estrutural de seu meio social, histórico e biológico, alegando facilidade e coerência com os instrumentos científicos.

### Na psicologia
O termo psicologia significa literalmente "estudo da mente". William James, Alexander Bain, Maine de Biran, dentre outros foram os pioneiros teóricos da psicologia. Sigmund Freud é considerado um dos principais formuladores da teoria e ciência psicológica aplicada, tendo influenciado as noções de inconsciente, da divisão da mente em id, ego e superego e descrição das funções mentais associadas a esquemas restritos de pulsões e libido. Suas hipóteses retomam alguns conceitos já utilizados por Platão, a psicanálise foi amplamente contestada e seguida de inúmeros avanços (ver História da psicologia).

## Filosofia da mente
Dualismo e monismo são as duas principais escolas de pensamento que tentam resolver o problema mente-corpo. O dualismo é a posição em que a mente e o corpo estão de alguma forma separados um do outro. Ela pode ser rastreada até Platão, Aristóteles e as escolas Nyaya, Samkhya e Yoga da filosofia hindu, mas foi mais precisamente formulada por René Descartes no século XVII. Os dualistas de substância argumentam que a mente é uma substância existente independentemente, enquanto os dualistas de propriedade sustentam que a mente é um grupo de propriedades independentes que emergem e não podem ser reduzidas ao cérebro, mas que não é uma substância distinta.
Martin Heidegger, filósofo do século XX, sugeriu que a experiência e a atividade subjetiva (isto é, a "mente") não podem ser entendidas em termos de "substâncias" cartesianas que possuem "propriedades" de todo (se a própria mente é considerada um tipo distinto, separado de substância ou não). Isso ocorre porque a natureza da experiência subjetiva e qualitativa é incoerente em termos de - ou semanticamente incomensurável com o conceito de - substâncias que possuem propriedades. Esse é um argumento fundamentalmente ontológico.
O filósofo da ciência cognitiva Daniel Dennett, por exemplo, argumenta que não existe um centro narrativo chamado "mente", mas que, em vez disso, existe simplesmente uma coleção de entradas e saídas sensoriais: diferentes tipos de "software" rodando em paralelo. O psicólogo B. F. Skinner argumentou que a mente é uma ficção explicativa que desvia a atenção das causas ambientais de comportamento; ele considerou a mente uma "caixa preta" e pensou que os processos mentais podem ser melhor concebidos como formas de comportamento verbal secreto.
A mente também foi descrita como um fluxo de consciência, manifestando momento a momento, um momento de pensamento de cada vez como uma corrente que flui rapidamente, onde as impressões sensoriais e os fenômenos mentais estão mudando constantemente.

### A natureza da mente
Grosso modo, há três posições sobre a natureza da mente. Os dualistas defendem a tese da distinção entre mente e corpo. Os monistas defendem a tese da identidade entre mente e corpo. Os epifenomenalistas defendem a tese da superveniência da mente sobre o corpo.

#### Dualismo
De acordo com o dualismo, a mente é uma substância distinta do corpo. Há dois tipos de dualismos: o dualismo de propriedades e o dualismo das substâncias. Entre os defensores do dualismo de substâncias encontramos os filósofos René Descartes e John Locke. No dualismo, o conceito de mente pode ser aproximado ao conceitos de intelecto, de pensamento, de espírito e de alma do ser humano.

#### Monismo
De acordo com o monismo, não há distinção entre mente e corpo. Portanto, ambos os termos não possuem sentido tratados como entidades distintas. Dentro do campo filosófico do monismo, B. F. Skinner possui importante destaque. Fundador do Behaviorismo Radical, Skinner fez importantes contribuições sobre os processos dito "psíquicos" sob uma perspectiva científica.

#### Epifenomenalismo
De acordo com o epifenomenalismo, há uma única coisa, o corpo, e a mente é algo que sobrevém ao corpo. O monismo anômalo do filósofo Donald Davidson também é considerado um tipo de epifenomenalismo.

## Neurociência
A neurociência é um termo que reúne as disciplinas biológicas que estudam o sistema nervoso. Muitas descobertas da neurociência trazem intrigantes fatos a respeito da mente.

### Calosotomia completa e duplo cérebro
Ocorre que nos pacientes que tiveram seu corpo caloso completamente dividido (calosotomia), os hemisférios perdem a comunicação entre si, embora com o tempo o cérebro tenda a encontrar outras maneiras de estabelecer a comunicação entre os dois hemisférios através de outras conexões nervosas que existem no cérebro. Com isso, o hemisfério esquerdo, que controla o lado direito do corpo e é especializado na linguagem, passa a funcionar de modo separado do hemisfério direito, que controla o lado esquerdo do corpo e é especializado nas emoções.
Embora o hemisfério direito não tenha acesso aos centros de linguagem e, portanto, não possa falar, ele pode rearranjar cartas com letras dispostas numa mesa com a mão esquerda. Por exemplo, em um estudo, um sujeito que havia sofrido calosotomia foi verbalmente perguntado (ou seja, usando o hemisfério esquerdo) sobre qual seria a sua profissão ideal, o paciente respondeu que ele gostaria de ser desenhista. No entanto, com a mão esquerda (isto é, usando o hemisfério direito), ele rearranjou as letras formando as palavras "corrida automobilística" ("car race", em inglês) sem que seu hemisfério esquerdo (o que fala) tivesse consciência disso.
Roger Sperry, numa pesquisa sobre pacientes com o cérebro dividido, relata que, quando foi mostrado ao hemisfério direito do paciente por meio de óculos especiais que bloqueiam o campo visual direito de cada olho, uma foto de uma pessoa familiar, a mão esquerda apontou a primeira letra do nome dessa pessoa, embora o paciente dissesse (o hemisfério esquerdo) que não via foto alguma e que tampouco movia o braço esquerdo. Quando uma foto do próprio paciente foi mostrada ao hemisfério direito, o paciente respondeu com reações emocionais tais como gargalhadas e sorriso autoconsciente, além de frases emocionais simples como "Oh, não! Oh, Deus!". O hemisfério direito também respondeu com polegar para cima ou para baixo de modo socialmente correto para fotos de personalidades famosas tais como Winston Churchill e Hitler. Tudo isso com o paciente dizendo (seu hemisfério esquerdo) que não via foto nenhuma.
O hemisfério direito do cérebro, funcionando independentemente e isolado do esquerdo, demonstra inteligência. Ele pode perceber, analisar, lembrar, realizar raciocínio complexo, compreender emoções e expressá-las, demonstrar conhecimento cultural e responder criativamente a novas situações.
Essas pesquisas mostram que, em alguns casos de cérebro dividido, o cérebro gera o que parece ser duas consciências separadas. A pesquisa sobre pacientes com o cérebro dividido levou o neurocientista e ganhador do prêmio Nobel Roger Sperry a concluir: "Tudo o que vimos indica que a cirurgia deixou essas pessoas com duas mentes distintas, isto é, duas esferas separadas de consciência. O que é experimentado no hemisfério direito parece estar totalmente fora do âmbito do que é experimentado pelo hemisfério esquerdo."
Uma das consequências mais dramáticas e evitadas da calosotomia é a síndrome da mão alheia. Uma das mãos "ganha vontade própria" (em geral a esquerda) após a cirurgia e se opõe ao que o paciente deseja, desfazendo o que a mão direita faz. Por exemplo, tarefas como abrir uma porta com a mão direita é desfeita pela esquerda. Ao se vestir, a mão esquerda pode se opor, e luta para tirar a roupa que a mão direita por sua vez luta para colocar. Em outro caso, a mão esquerda (hemisfério direito) de um paciente preferia alimentos diferentes e até mesmo programas de televisão diferentes, intervindo contra a vontade expressa pelas ações da mão direita que é verbalizada pelo paciente. Há ainda o caso de um paciente cuja mão esquerda se opunha sempre que o paciente tentava acender um cigarro e fumar, a mão esquerda frequentemente arrancava o cigarro ou o isqueiro e os atirava longe. Outro caso relatado é a de um paciente cuja mão estranha apalpava o seio de todas as mulheres que se aproximavam dele, provocando um grande constrangimento para ele.
Esses estudos científicos colocam sérias questões ao dualismo, pois seus resultados parecem inconciliáveis com a ideia da existência de uma alma individual (isto é, indivisível) independente do cérebro, já que fornecem fortes evidências de que uma divisão física do cérebro produz como que duas almas diferentes que possuem propósitos, gostos, opiniões, personalidade e pensamentos diversos, embora compartilhem lembranças de fatos anteriores à separação dos hemisférios. Se a mente se torna duas mentes ao nível físico do cérebro dividido em dois, como não concluir que, durante o momento da morte física do cérebro e a ruptura cada vez maior das conexões neuronais, o que chamamos de mente se multiplica em numeráveis "mentes" cada vez mais dispersas até que todas as conexões se desfazem?

## Regras mentais
Grosso modo, há duas posições sobre o tipo de regra que rege os fenômenos mentais. De acordo com os naturalistas, a mente segue estritamente as leis da natureza. De acordo com os normativistas, a mente segue regras racionais distintas das leis naturais.

### Naturalismo
Segundo o naturalismo, as leis naturais são tudo o que precisamos para explicar os fenômenos mentais. Tal posição reduz os fenômenos mentais aos fenômenos biológicos, os quais, por sua vez, são reduzidos aos fenômenos físicos.
O naturalismo é bastante popular entre psicólogos e cientistas. Marcel Mauss e (provavelmente) Sigmund Freud são naturalistas.

### Normativismo
Segundo os defensores da normatividade, os fenômenos mentais do tipo racionais não podem ser explicados pelas leis naturais.
Atualmente, o normativismo tem ganhado popularidade entre os filósofos. John McDowell defende, seguindo Wilfrid Sellars, a distinção entre o espaço lógico das razões, típico da racionalidade, e o espaço lógico das leis, típico da natureza.

## Outras abordagens
Na física moderna, a interpretação de muitos mundos (IMM) e a interpretação de Copenhagen da mecânica quântica são associadas a possíveis interações mentais na determinação de eventos a nível das partículas, devido ao chamado fenômeno do "observador", levantado na experiência da dupla fenda. Devido à interação provocada pelo "observador", há, segundo essas interpretações, um colapso da função de onda que leva a um determinado seguimento das probabilidades e do resultado. Alguns já associaram o "observador" à própria mente em si daqueles que observam o experimento, o que é amplamente criticado como uma má interpretação da definição de observador na física quântica. Diante deste fato, outra possibilidade afirma que os estados quânticos são diferentes "mentes" do observador, armazenados no sistema físico (corpo do observador ou memória). A abordagem destas hipóteses também ultrapassa os limites da física quântica e já foram comentadas de maneira interdisciplinar pela neurociência e pela filosofia, sendo abordado por exemplo por J.A. Barret e M. Lockwood, além de ser infame sua apresentação indiscriminada no misticismo quântico.